# 格朗尚 (阿登省)
格朗尚（法語：Grandchamp，法語發音：[ɡʁɑ̃ʃɑ̃]）是法国大东部大区阿登省的一个市镇，位于该省西部，属于勒泰勒区。

## 地理
格朗尚（49°38'41"N, 4°24'2"E）面积7.28 平方千米，位于法国大東部大區阿登省，该省份为法国北部内陆省份，西接埃纳省，南至马恩省，东临默兹省，北与比利时接壤。
与格朗尚接壤的市镇（或旧市镇、城区）包括：拉洛布、梅蒙、拉讷维尔-莱瓦西尼、锡尼拉拜。

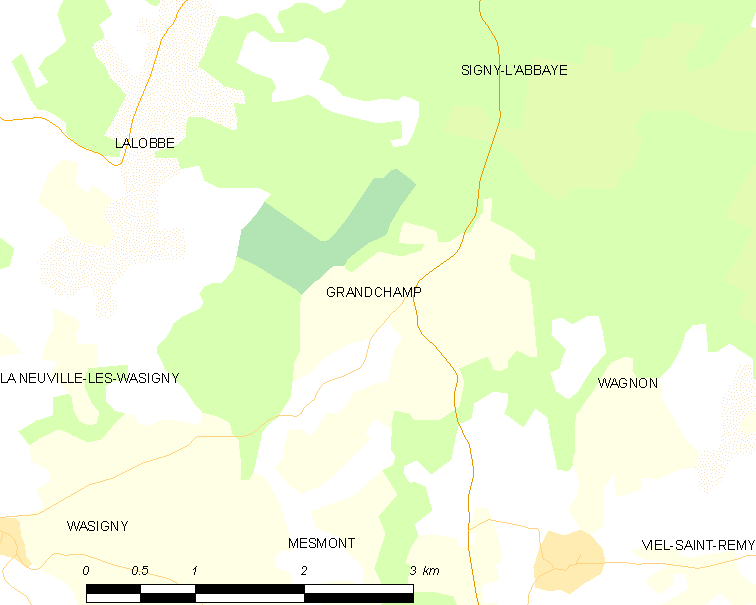
的OSM定位图

格朗尚的时区为UTC+01:00、UTC+02:00（夏令时）。

## 行政
格朗尚的邮政编码为08270，INSEE市镇编码为08196。

## 政治
格朗尚所属的省级选区为锡尼拉拜县。

## 人口

1962-2008年间人口变化图示

格朗尚于2022年1月1日时的人口数量为89人。